# 1004년

## 연호
- 북송(北宋) 경덕(景德) 원년
- 요(遼) 통화(統和) 22년
- 일본(日本) 조호(長保) 6년 / 간코(寛弘) 원년
- 전 레 왕조(前黎朝) 응티엔(應天) 11년

## 기년
- 북송(北宋) 진종(眞宗) 7년
- 요(遼) 성종(聖宗) 23년
- 고려(高麗) 목종(穆宗) 7년
- 전 레 왕조(前黎朝) 대행제(大行帝) 25년

## 사건
- 송나라와 요나라가 전연의 맹을 맺음(1004년)

## 사망
- 고려(高麗) 문신(文臣) 한언공(韓彦恭)